# هولزده
هولزده (به آلمانی: Hülsede) یک شهر در آلمان است که در شاومبورگ واقع شده‌است. هولزده ۱٬۰۷۰ نفر جمعیت دارد.